# Atelierhaus Vahle

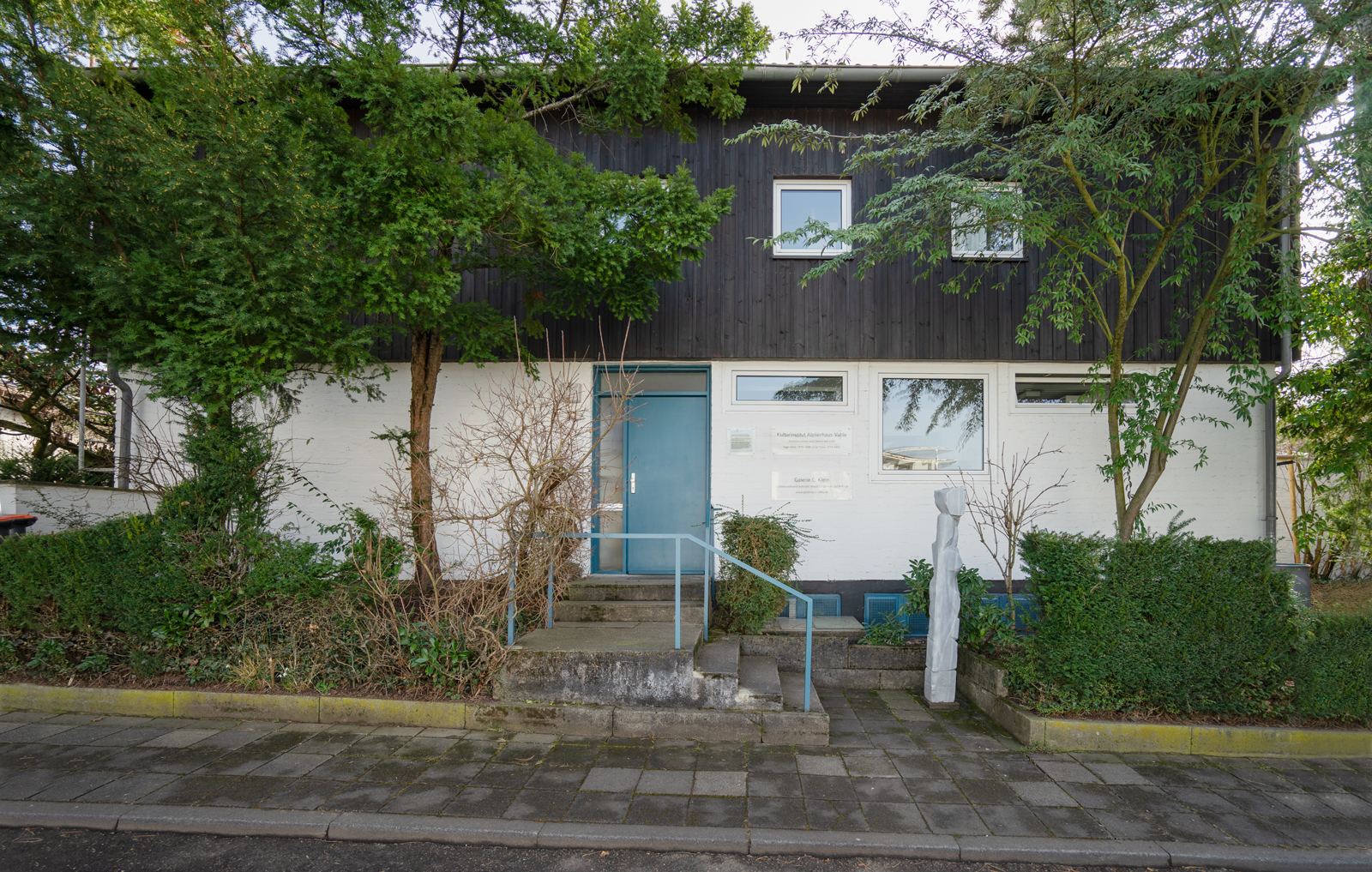
Atelierhaus Vahle, Ansicht von der Schumannstraße in Darmstadt

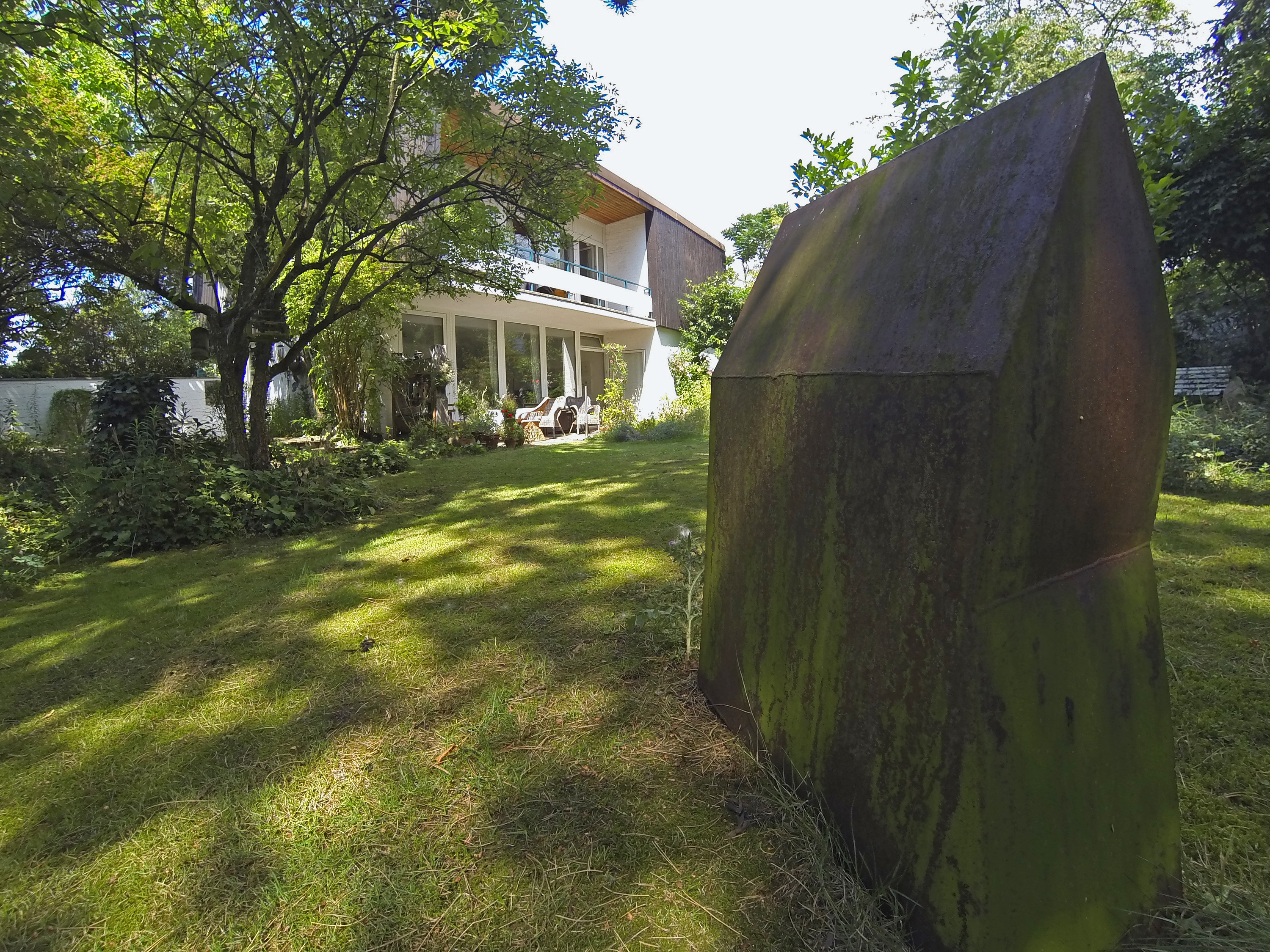
Ansicht aus dem Garten

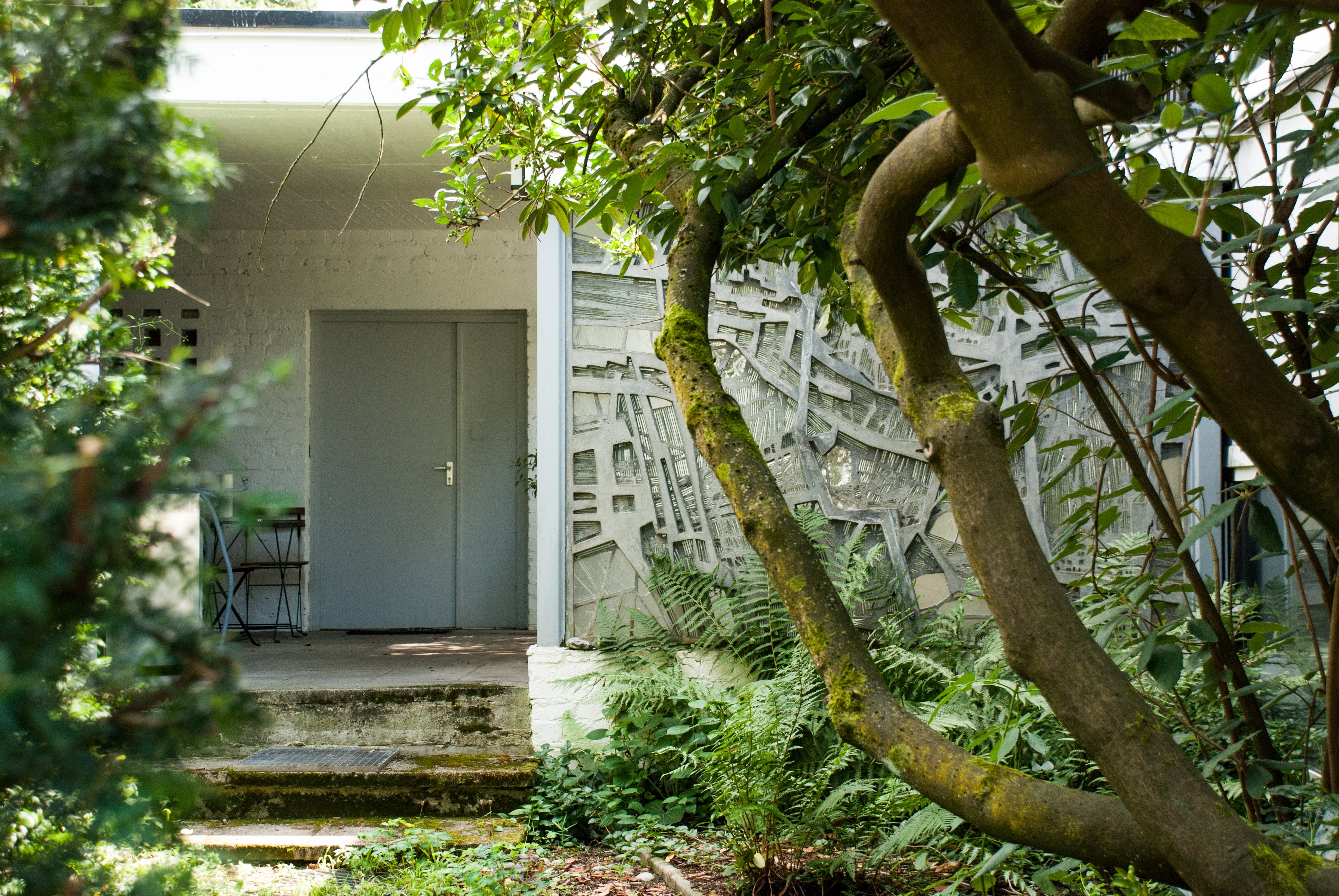
Betonglasfenster von Inge Vahle im Atelierhaus Vahle

Das Atelierhaus Vahle in Darmstadt ist das ehemalige Wohnhaus und Atelier des Künstlerpaares Inge (1915–1989) und Fritz Vahle (1913–1991). Es ist heute im Besitz des Sohnes Friedrich-Eckart Vahle.

## Gebäude
Das Gebäude wurde 1960 vom Künstlerpaar errichtet und steht seit 2002 unter Denkmalschutz. Es beherbergt das Kulturinstitut Atelierhaus Vahle und die Galerie C. Klein. Hier ist der künstlerische Nachlass von Inge und Fritz Vahle dokumentiert und untergebracht. Das Haus mit seinem zeittypischen Garten dient mit Veranstaltungen als Kulturinstitut sowohl Künstlern, Schriftstellern, Wissenschaftlern als auch interessiertem Publikum.

## Förderverein
Der gemeinnützige Förderverein Atelierhaus Vahle e. V. veranstaltet in der Regel jährlich das Symposion Das Phänomen des Lichts in Wissenschaft und Kunst. Ebenfalls einmal pro Jahr werden Literaturtage angeboten, zeitlich parallel zur Verleihung des Georg-Büchner-Preises. Schwerpunkt ist die Literatur des mittleren und östlichen Europas. Die Vortragsreihe Dialog und Differenz für eine Kultur der Einbeziehung greift aktuelle politische Themen auf und versteht sich auch als Diskussionsforum. Zum fünften Mal wird 2023 der Tag der Poesie ausgerichtet. Die Wissenschaftsstadt Darmstadt verlieh dem Förderverein im Jahr 2016 den 2. Preis für Gesicht zeigen!.

## Galerie C. Klein
Die Galerie C. Klein präsentiert im ehemaligen Atelier mehrmals jährlich Kunstausstellungen ausgesuchter Künstlerinnen und Künstler, häufig in Verbindung mit musikalischen Darbietungen. Die Hauptkennzeichen der gezeigten Malerei und Plastik sind Naturbezogenheit in verschiedenen Formen der Abstraktion.

## Die Vahle Stiftung
Zur Pflege des Erbes der Künstler Fritz Vahle, Inge Vahle und Fredrik Vahle und zum Betrieb des Atelierhauses Vahle wurde 2023 die Vahle Stiftung gegründet. Damit soll das Kulturdenkmal (Baudenkmal) in Absprache mit der Denkmalschutzbehörde erhalten werden. Das künstlerische Werk des Ehepaares – darunter Gemälde, Fotografien, Aquarelle, Werke der bildenden Kunst, Möbel – sowie Tonträger, Notenhefte, Bücher, Manuskripte und Ton-, Bild- und Filmaufnahmen von Fredrik Vahle wurde inventarisiert und in die Stiftung eingebracht, von ihr verwahrt, verwaltet und der Öffentlichkeit zugänglich gemacht.